# Soberania alimentar
A soberania alimentar é considerada como um sistema alimentar no qual as pessoas que produzem, distribuem e consomem alimentos também controlam os mecanismos e políticas de produção e distribuição de alimentos, a soberania alimentar é um reflexo do modelo de distribuição e alimentação adotado em nível mundial. 
Ela é “[…] o direito dos povos definirem suas próprias políticas e estratégias sustentáveis de produção, distribuição e consumo de alimentos que garantam o direito à alimentação para toda a população, com base na pequena e média produção, respeitando suas próprias culturas e a diversidade dos modos camponeses, pesqueiros e indígenas de produção agropecuária, de comercialização e gestão dos espaços rurais, nos quais a mulher desempenha um papel fundamental. A soberania alimentar é a via para se erradicar a fome e a desnutrição e garantir a segurança alimentar duradoura e sustentável para todos os povos […] .
A segurança alimentar e nutricional consiste na realização do direito de todos ao acesso regular e permanente a alimentos de qualidade, em quantidade suficiente, sem comprometer o acesso a outras necessidades essenciais, tendo como base práticas alimentares promotoras de saúde, que respeitem a diversidade cultural e que sejam ambiental, cultural, econômica e socialmente sustentáveis .
A disponibilidade dos alimentos, o acesso das pessoas aos mesmos e um consumo adequado do ponto de vista nutricional são os três pilares sobre os quais se assenta o conceito de segurança alimentar.

### Social
Em um cenário marcado pelo aumento na demanda de commodities para suprir a fome mundial, a soberania alimentar destaca a importância da autonomia alimentar dos povos, respeitando a cultura e hábitos de cada país, assim como está associado à geração de emprego e a menor dependência das importações e flutuações de preços do mercado exterior .

### Econômica
Além de estimular pequenos agricultores a aumentarem a sua produção em diferentes regiões de um país, a busca por novas fontes para suprir a soberania também valoriza diferentes produtos que antes não eram tão consumidos e explorados .

### Ambiental
O aumento de opções por diferentes alimentos, estimula a produção de orgânicos, por exemplo. Também, é importante pois tira a necessidade de mercados consumidores dependerem de commodities específicas, muitas vezes produzidas com o uso de defensivos agrícolas (agrotóxicos) .
Segundo a FAO, a crise do coronavírus poderá levar mais de 265 milhões de pessoas a uma situação de fome.
Além disso, estima-se que até 2050, a população global atingirá aproximadamente 10 bilhões de habitantes. Logo, o suprimento de alimentos poderá sofrer um forte estresse, com um crescimento de demanda de 60% a mais que hoje, conforme informações da FAO.

### Brasil
No Brasil, a desvalorização da moeda, a suspensão do pagamento do auxílio emergencial e a instabilidade da economia impulsionaram o aumento de preços dos produtos da cesta básica.
Sendo assim, é preciso fomentar a produção e abastecer o mercado interno para garantir a segurança alimentar do país. Para isso, alguns pontos de melhoria podem ser considerados, como:
- Estabelecer um ciclo gerador de renda compartilhada;
- Viabilizar incentivos para garantir a lucratividade da colheita;
- Exigir o fornecimento de parte da produção para venda e consumo no mercado interno [6].

1. ↑  Fórum Mundial sobre Soberania Alimentar, Havana, 2001.
2. ↑  II Conferência Nacional de SAN, 2004; LOSAN, 2006.
3. ↑  CAMPOS, Christiane Senhorinha Soares; CAMPOS, Rosana Soares. Soberania alimentar como alternativa ao agronegócio no Brasil. Scripta Nova: revista electrónica de geografía y ciencias sociales, 2007.
4. ↑  STEDILE, João Pedro. Soberania alimentar, o que é isso. Miyashiro R, organizador. Gastronomia e identidade cultural-coletânea de textos para educandos. Florianópolis: Central Única dos Trabalhadores, p. 32-4, 2008.
5. ↑  SAUER, Sérgio; FRANÇA, Franciney Carreiro de. Código Florestal, função socioambiental da terra e soberania alimentar. Caderno crh, v. 25, p. 285-307, 2012.
6. ↑  HOYOS, Claudia Janet Cataño; D'AGOSTINI, Adriana. Segurança alimentar e soberania alimentar: convergências e divergências/Food Security and Food Sovereignty: convergences and divergences. Revista Nera, n. 35, p. 174-198, 2017.